# Макроклима
Макроклима (грч. makros — велики и грч. klima — нагиб) је клима великих пространстава. Може се односити на климу континената, великих морских и водених површина, океана и др. Макроклима је сложен скуп климатских особина који карактеришу неку пространу територију и најчешће се у њеном оквиру издвајају мезоклиматске и микроклиматске целине.